# Sandoy
Sandoy (letteralmente “isola della sabbia”, in danese Sandø) è un'isola dell'arcipelago delle Isole Fær Øer, la più grande della regione di Sandoy, di superficie complessiva 111,3 km²; è situata a sud delle isole di Streymoy, Nólsoy ed Hestur, ed a nord di quella di Suðuroy e degli isolotti di Skúvoy, Stóra Dímun e Lítla Dímun.
Il centro abitato più popolato è Sandur. Altri centri di rilievo sono Skálavík, Húsavík, Dalur, Skarvanes e Skopun. Sull'isola fra le cime di una certa rilevanza si annoverano Knúkur (369 m) e Tindur (479 m).
Vicino alla città di Skopun vi è un piccolo scoglio, il Trøllhøvdi, mentre nella principale città di Sandur vi è il lago Sandsvatn. Sull'isola vi sono gli attracchi di Sandur e Skopun, oltre a quello di Skúvoy sull'omonima isola.

## Orografia
| Rilievo        | Altezza |
| -------------- | ------- |
| Tindur         | 479 m   |
| Skorarnar      | 460 m   |
| Endin (Trøðum) | 452 m   |
| Pætursfjall    | 447 m   |
| Eiriksfjall    | 412 m   |
| Endin          | 410 m   |
| Kneysurin      | 404 m   |
| Vestfelli      | 397 m   |
| Stórafjall     | 396 m   |
| Vørðan         | 373 m   |
| Knúkur         | 369 m   |
| Fjallið        | 362 m   |
| Skúvoyarfjall  | 354 m   |
| Bøllufjall     | 312 m   |
| Gleðin         | 271 m   |
| Heiðafjall     | 266 m   |
| Nakkurin       | 251 m   |
| Skálhøvdi      | 203 m   |
| Salthøvdi      | 139 m   |